# Kakuru kujani
Kakuru kujani var en rovdinosaurie som enbart är känd för ett skenben och en klo, och fossilet hade förstenats till opal. Man räknar med att den blev ungefär en meter upp till höften och att den blev 2,5 meter lång. Molnar och Pledge fann den 1980 i Maree Formation, Andamooka i Australien. Den levde för 125 – 116 miljoner år sedan i början av Kritperioden. Namnet betyder ”regnbågsormen”.